# Rolands Freimanis
Rolands Freimanis, né le 21 janvier 1988, à Gulbene, en République socialiste soviétique de Lettonie, est un joueur letton de basket-ball. Il évolue aux postes d'ailier fort et de pivot.